# 血豆腐
血豆腐，在不同地区又叫（动物名）红、（动物名）血、血旺等，是用动物的血做成的食物，因為形似豆腐而得名。

## 名称

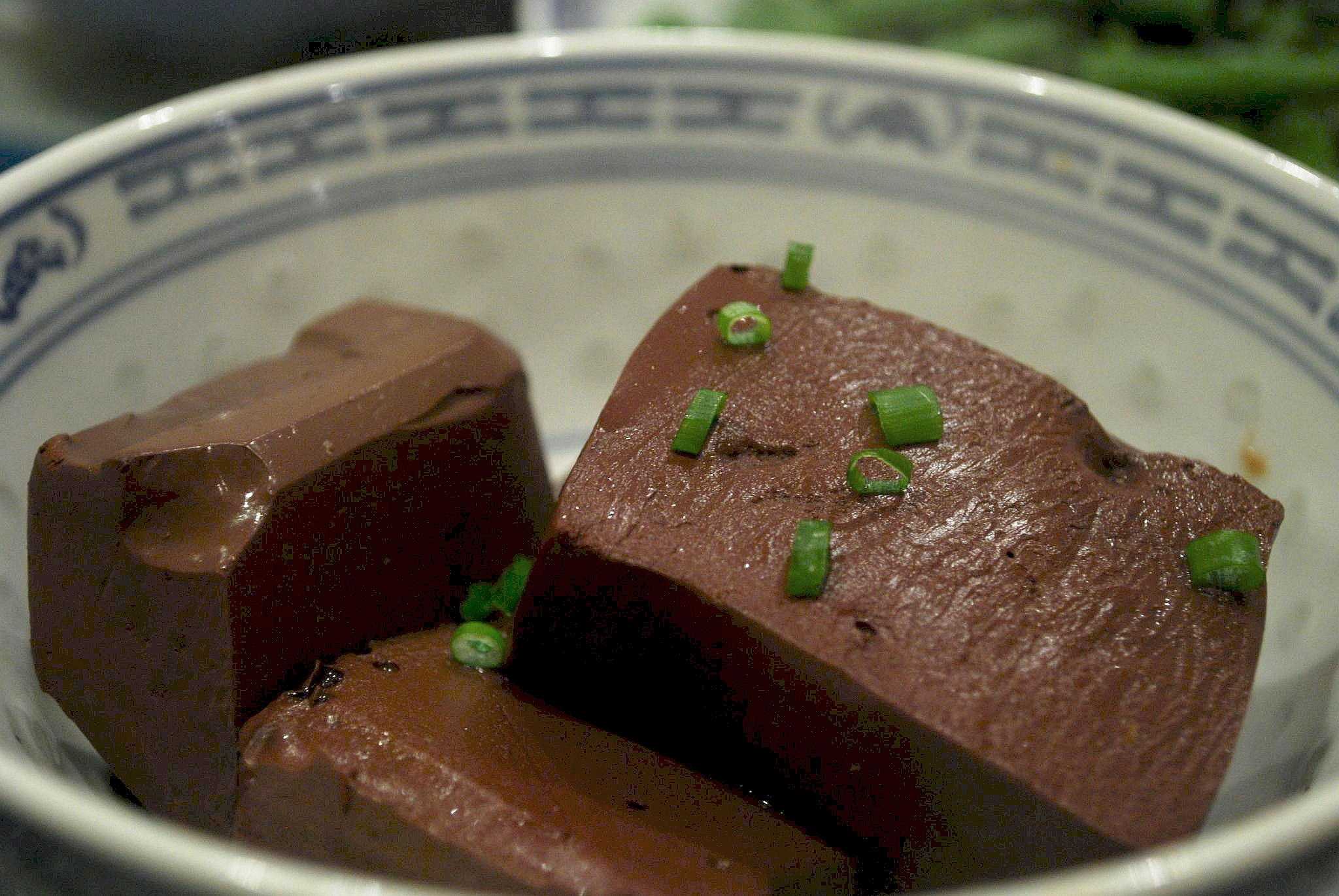
豬紅

在廣東、香港地区通常稱為紅，如豬紅由豬血為主要原材料製成的，雞紅則以雞血製成等。
在閩南、潮汕、台灣則以原材料动物的名稱直接稱呼，例如「豬血」或「鴨血」。
在华北地区也常称呼「豬血」 。
而中國西南地區一般叫做血旺（儿）或旺子，此称呼源自云南少数民族。由不同动物的血制成的血旺，冠以动物名，如“猪血旺”、“鸭血旺”。在貴州大方縣的喜鵲苗還會將豬血塊混進豆腐塊裡搓成有豆腐的「血豆腐」再烤來吃，以補充鐵質。

## 营养
血豆腐的營養十分豐富，素有「液態肉」美稱。例如，每100克豬血含蛋白質19克，高於牛肉、瘦豬肉和雞蛋的含量，它不僅含蛋白質量多質優，而且極容易消化吸收。其所含的鋅、銅等微量元素，具有提高免疫功能及抗衰老的作用。老年人常食猪血，能延緩機體衰老，使人耳聰目明。豬血中還含有一定量的卵磷脂，能抑制低密度膽固醇的有害作用，有助於防治動脈硬化，是老年人及高血壓、冠心病、高脂血症及腦血管病患者的理想食品。

## 选材及製作
常见的烹饪作法，常用于煮湯或煮火鍋。台湾有小吃豬血糕、豬血湯。川渝有菜品血旺汤、毛血旺等。还有猪血粥、米血糕等菜品或小吃。

## 劣质血豆腐
現今中國大陸一些非法作坊製作的劣質豬血，有曝光称內裏含有動物排泄物、毛髮等杂物，甚至可能含有甲醛等违禁化学物质。同時亦有出現假豬血，是以可致癌的凝膠做成的。
不符合食品及卫生法规规定的流程而製作出的血豆腐，内裡也可能含有粪便等物。如2010年9月美国农业部就以卫生问题为由禁止贩卖台湾产的猪血糕。

## 相关典故
朝鲜战争時，猪红粥（猪血粥）曾一度被广东一带民众称为“杜红粥”，将时任美国总统杜鲁门与猪相提并论，以示蔑视。

## 類似食品
- 血腸